# Stroomuitval

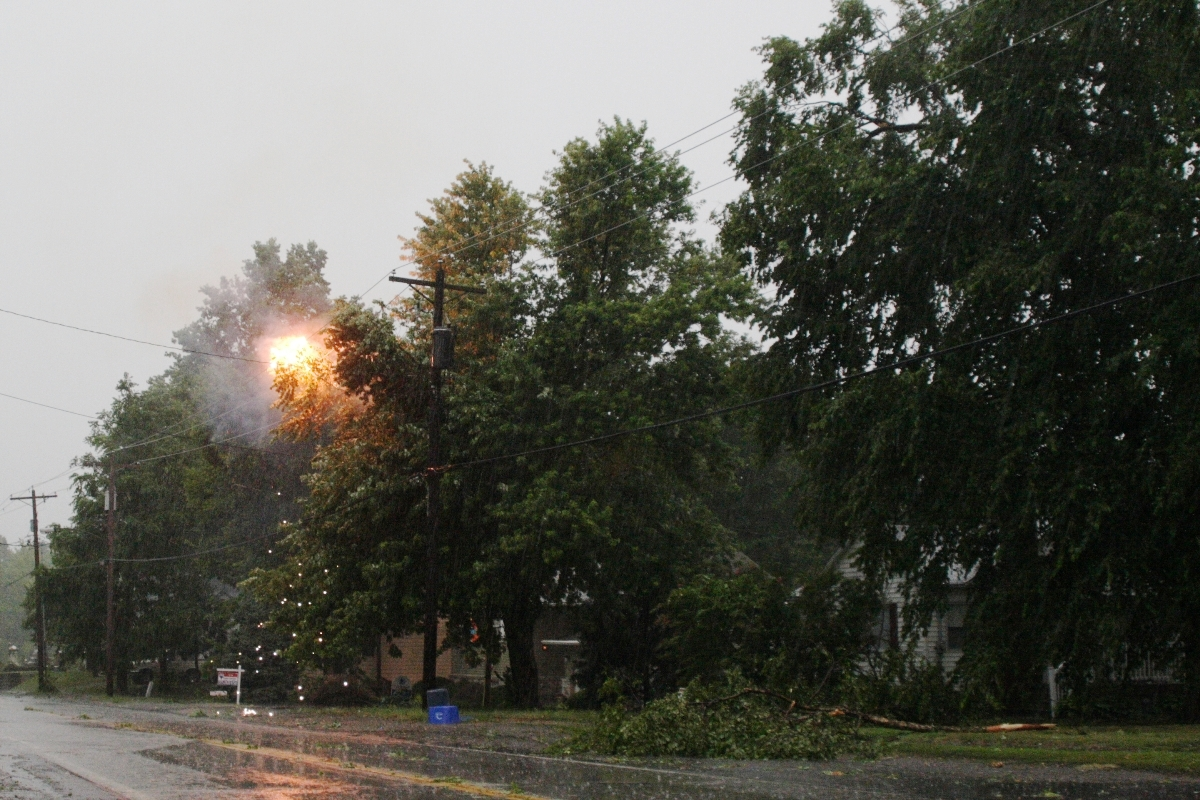
Kortsluiting

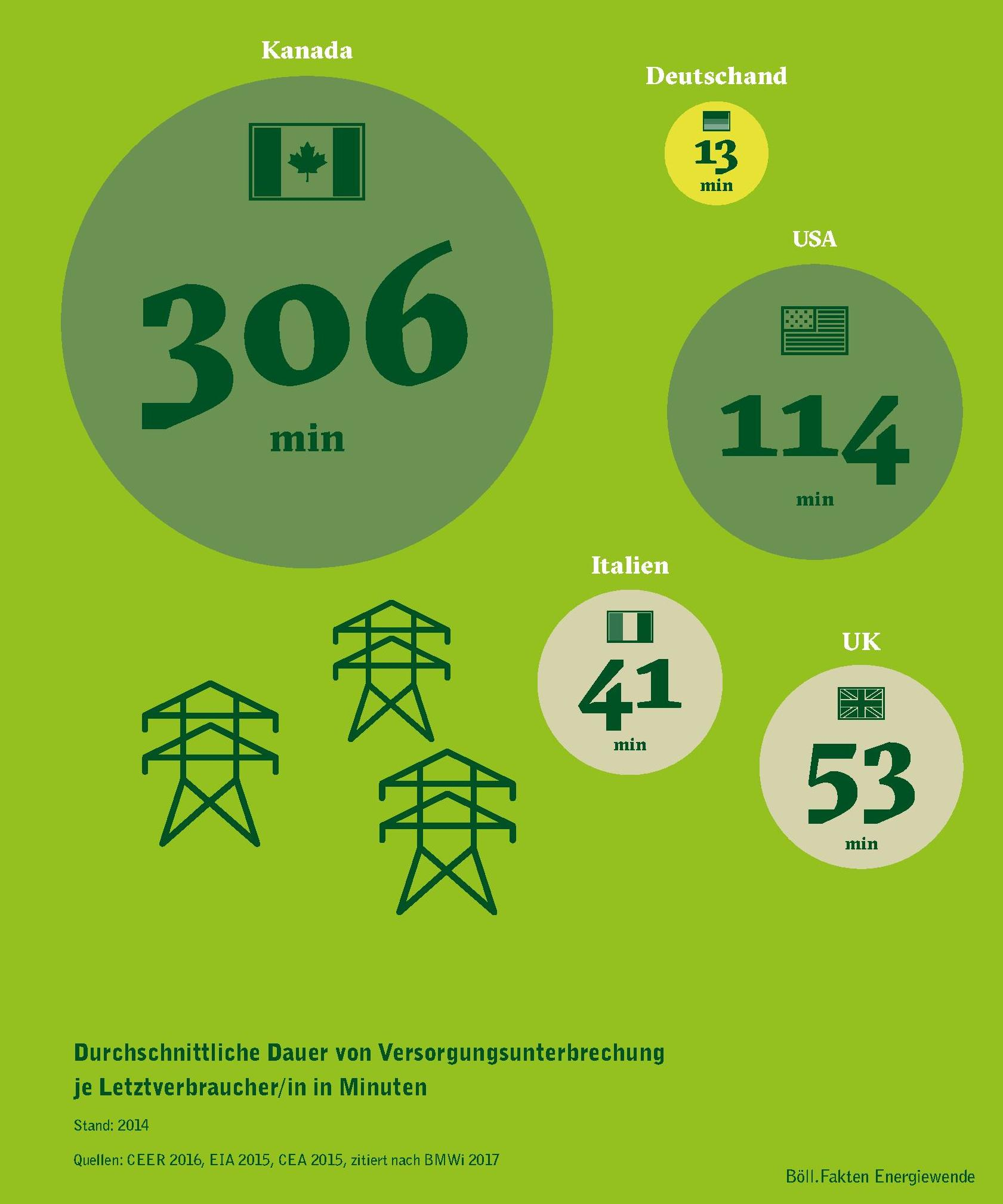
De energietransitie zorgt voor minder stroomuitval. In 2006 was het aantal minuten in Duitsland bijna dubbel zo veel als in 2016 (13 min)

Een stroomstoring of stroomuitval is een onbedoelde onderbreking in de voorziening van elektrische energie.
Net als water volgt stroom de weg van de minste weerstand, en moet er een kanaal zijn waar de stroom doorheen kan lopen. Ten slotte moet er ook een bron zijn, bijvoorbeeld een generator, die de stroom laat lopen. Het uitvallen van de stroomvoorziening kan dus in drie categorieën onderverdeeld worden:
1. kortsluiting (de stroom volgt een kortere en gemakkelijkere weg, zodat verder weg gelegen afnemers niets meer krijgen);
2. onderbreking van de lijn (de stroom kan de afnemer niet meer bereiken);
3. uitvallen van de bron.

## Oorzaken

### Technische oorzaken
Kortsluiting en kabelbreuk kunnen veroorzaakt worden door oververhitting, ijzel, storm of vallende takken (op bovengrondse kabels), maar ook door ander geweld of door sabotage. Kortsluiting leidt overigens in korte tijd tot het in werking treden van beveiligingen zoals de bekende zekering waardoor de lijn 'stroomopwaarts' wordt onderbroken. In landen met een lage technologische ontwikkeling kunnen stroomonderbrekingen met regelmaat voorkomen. Beveiligingen treden ook in werking bij overbelasting, waarbij smelten van de geleiders zou dreigen. Plotselinge spanningspieken door bijvoorbeeld blikseminslag kunnen daar ook toe leiden.
Volgens EnergieNed zijn graafwerkzaamheden de meest voorkomende oorzaak van stroomstoringen in het laag- en middenspanningsgebied; bij storingen in het hoogspanningsgebied ligt dat minder duidelijk. In de meeste gevallen is de uitval beperkt tot een vrij klein gebied, maar bij algehele overbelasting kan uitval over een groot gebied plaatsvinden.
Ook magnetische stormen  kunnen elektriciteitsleidingen verstoren.

### Politieke en militaire oorzaken
Politieke onlusten en oorlogen kunnen ook problemen met de stroomvoorziening met zich meebrengen. Zo kwam een groot deel van Servië op 2 mei 1999 rond tien uur zonder stroom te zitten, nadat NAVO-vliegtuigen de elektriciteitscentrale in Obrenovac ten westen van Belgrado hadden gebombardeerd (Kosovo-oorlog). Deze elektriciteitscentrale was niet als militair doel neergezet, maar vormde wel een betekenisvol militair doel.
Op 20 januari 2008 kreeg de Gazastrook te maken met ernstige stroomuitval door een Israëlische boycot. De elektriciteitscentrale van de Gazastrook heeft 's ochtends al een van zijn turbines moeten afsluiten, de tweede volgde aan het einde van de dag. Hierdoor kwam een tot anderhalf miljoen mensen zonder stroom te zitten.
Op 23 december 2015 werden enkele Oekraïense elektriciteitscentrales lamgelegd in wat kort nadien bleek een inbraak door (mogelijk Russische) hackers te zijn. Het voorval wordt beschouwd als een primeur, die mogelijk navolging krijgt, hoewel het risico erg wisselend wordt ingeschat.
Bij ernstige stroomonderbrekingen in Venezuela in 2019 verwees president Nicolás Maduro naar een buitenlandse cyberaanval als oorzaak, wat door anderen werd betwist.

## Grote stroomstoringen
Elk jaar opnieuw vallen miljoenen mensen zonder stroom door het uitvallen van het elektriciteitsnetwerk. Dat gebeurde in juni 2019 nog in grote delen van Argentinië, Uruguay en Paraguay. Ook in de Verenigde Staten en Canada komt vaak massale stroomuitval voor in het orkaanseizoen. In 2003 werd in Italië een massale stroomuitval veroorzaakt door een kettingreactie, als gevolg van een boom die terecht was gekomen op een hoogspanningsleiding in de Zwitserse Alpen.

### Europa
In de avond van 4 november 2006 viel in grote delen van Europa de stroom uit, waaronder delen van Duitsland, Nederland, België, Frankrijk, Spanje, Portugal en Italië. De storing was veroorzaakt door het Duitse energiebedrijf E.ON dat een 380 kV-elektriciteitslijn over de rivier de Ems tijdelijk had uitgeschakeld om een cruiseschip te laten passeren. De gevolgen van het uitschakelen van deze lijn waren niet goed onderzocht, en het resultaat was dat het Europese hoofdnet door de afsluiting in drie afgesloten delen uiteen was gevallen. Als gevolg hiervan werd de balans tussen vraag en aanbod van elektriciteit verstoord en kwam een te grote belasting op de resterende hoofdlijnen in het elektriciteitsnetwerk te liggen. Hierdoor werden die lijnen door de beveiliging eveneens uitgeschakeld, waardoor het nog overgebleven netwerk vervolgens onder een nog hogere belasting kwam te liggen en ook uitviel. Zo ontstond een domino-effect en breidde een golf van stroomstoringen zich uit over geheel West-Europa.

#### Nederland
- Op 31 mei 1984 in de nachtelijke uren werden in Nederland drie noordelijke provincies, Overijssel en delen van Gelderland getroffen door een grote stroomstoring die tweeënhalf uur aanhield. Oorzaak van de storing was het ontploffen van een transformator in een koppelstation in Ens. Op diverse plaatsen werden winkels geplunderd.[11]
- Rond negen uur in de ochtend van 6 december 2002 reed een heftruck op de Bunschotenweg (Rotterdam) tegen een hoogspanningsmast, waarna bij ongeveer 300.000 huishoudens in de omgeving het licht uitging. Ook treinen, trams en metro's kwamen tot stilstand. Havenkranen en bruggen raakten buiten werking. Omdat de Giessenbrug in de A20 nog open stond toen de storing optrad, ontstonden daar lange files.

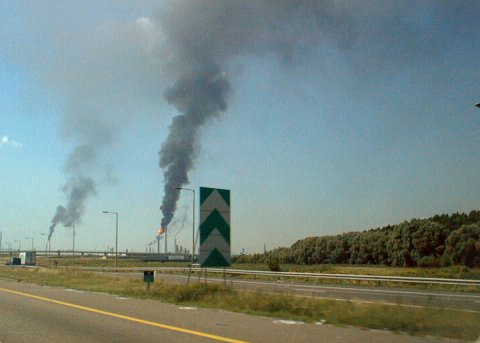
Vondelingenplaat, 14 juli 2005

- Donderdag 14 juli 2005 omstreeks 11.00 uur maakte een stroomstoring het 'gecontroleerd stilleggen' van alle fabrieken op de Vondelingenplaat, waaronder de raffinaderijen van Shell, noodzakelijk. Het affakkelen van overtollige koolwaterstoffen ging daarbij gepaard met veel rookontwikkeling, vanwege onvoldoende beschikbaarheid van stoom. Stankoverlast in Rotterdam was het gevolg.
- Op vrijdag 25 november 2005 om 14.00 uur begon de grote stroomstoring in Haaksbergen. 25.000 mensen zaten langere tijd zonder stroom.[12] Pas op maandag 28 november was de storing overal verholpen. Omdat de stroomstoring drie dagen duurde had het grote impact op het openbare leven in Haaksbergen. Als eindpunt van het netwerk is Haaksbergen gevoelig voor storingen. Na deze grote storing is een omleiding aangebracht om herhaling te voorkomen. Energiemaatschappij Essent kwam de inwoners tegemoet met een bedrag van 35 euro.[13]
- Van 12 tot en met 14 december 2007 was er een grote stroomstoring in de Bommelerwaard en de Tielerwaard, veroorzaakt op de avond van 12 december. Een Apachehelikopter van de Koninklijke Luchtmacht had tijdens een trainingsvlucht de hoogspanningskabels geraakt en beschadigd. Netbeheerder Continuon wist de hoogspanningskabels boven de Waal tussen Hurwenen en Heesselt vrijdagavond 14 december provisorisch te herstellen.[14]
- In Enschede was in de middag van 5 januari 2013 een grote storing door een brand in een transformatorhuisje. Hierdoor hadden 22.000 huishoudens kortere of langere tijd geen stroom.
- Op 27 maart 2015 werden de provincies Noord-Holland en Flevoland getroffen door stroomuitval veroorzaakt door een noodgedwongen afschakeling in een 380 kV-station in de Centrale Diemen. Onder meer het vliegverkeer van en naar Schiphol en het treinverkeer rond Amsterdam moesten worden stilgelegd en een miljoen huishoudens kwam zonder stroom te zitten.[15][16]

#### België
Op 4 augustus 1982 werd de Kerncentrale Doel 3 proefgedraaid en een noodstop gesimuleerd, waardoor er plots 700 MW wegviel. Dit veroorzaakte een verdere reactie waardoor het Vlaamse elektriciteitsnet binnen enkele minuten ineenstortte. De uitval van het netwerk resulteerde in diverse problemen, waardoor ook de kerncentrales van Doel 1 en 2 (nog eens 700 MW) van het hoogspanningsnet moesten geschakeld worden, en ook in klassieke centrales met als voornaamste de explosie om 11.04 uur van de generator in de centrale van Vilvoorde (Verbrande Brug) wegens het blokkeren van een stoomafsluitkep. Een van de onrechtstreekse oorzaken was een te groot aandeel (50%) van nucleaire energie en een gelijktijdige afsluiting van de hoogspanningslijn met Frankrijk wegens onderhoud. Verder zou het internationale 380 kV netwerk te weinig uitgebouwd zijn geweest.
Op 5 januari 2009 viel in de ruime regio rond Mechelen de stroom uit door een kortsluiting in een hoogspanningspost. Deze was veroorzaakt door een defect bij de NMBS-werkplaats. De storing duurde een uur maar veroorzaakte zeer veel hinder voor het treinverkeer, het wegverkeer en de scheepvaart. Door de storing werkten immers de seinen, verkeerslichten en ophaalbruggen niet meer.
De nacht ervoor had het gesneeuwd, dus eerst werd gedacht dat de oorzaak daar lag.
In de zomer van 2014 werd gevreesd voor ernstige elektriciteitstekorten tijdens de winter 2014-15, wegens het onverwacht vroeg sluiten van kerncentrales in Doel en Tihange en het gelijktijdig afbouwen van oudere klassieke kolen- en gascentrales op verschillende locaties. Tevens heeft het beleid de voorbije decennia te weinig geïnvesteerd in zonne- en windenergie. Een aantal interconnecties met Nederland, Duitsland en het Noordzee-windpark werden niet gepland of niet opgeleverd.
Begin september 2014 bracht minister van Binnenlandse Zaken Melchior Wathelet (CDH) de provinciegouverneurs op de hoogte van een geactualiseerd afschakelplan, op basis van het Ministerieel Besluit van 3 juni 2005, en regeringsbesluiten uit 2012. Het land wordt ingedeeld in 6 zones, die bij dreigende stroomuitval een na een uitgeschakeld worden, en een zevende niet af te sluiten zone. De gepubliceerde kaarten geven echter de elektriciteitscabines weer, niet de gemeenten, en dat zorgt voor enige verwarring. Distributiebeheerder Elia werkt de details van het plan online bij.

#### Andere Europese landen
Op 28 april 2025 om 12:33 uur CEST vond er op het Iberisch Schiereiland een grote stroomstoring plaats. Het vasteland van Portugal en Spanje werd getroffen en de stroomvoorziening lag er urenlang uit. Vijf mensen overleden als gevolg van de stroomstoring.

### Noord-Amerika
Op 14 augustus 2003 viel de stroom door overbelasting uit in een groot deel van het noordoosten en middenwesten van de Verenigde Staten en in delen van Canada. Zo'n 50 miljoen mensen werden getroffen. Vooral de grote steden zoals New York hadden het zwaar te verduren omdat naast de airconditioning ook een deel van het openbaar vervoer kwam stil te liggen, bijvoorbeeld de metro. Daardoor ontstond een grote verkeerschaos. Eerdere storingen vonden plaats in 1965, 1977 en (de tot dan laatste keer) 1996.
Burgemeester Michael Bloomberg van New York voorspelde dat de volgende morgen de stroom weer grotendeels hersteld zou zijn, maar vroeg toch de New Yorkers het als een 'sneeuwdag' te behandelen (de temperatuur bedroeg 32°C).
Ook Ontario, inclusief de hoofdstad van Canada, Ottawa, zat geheel zonder stroom, maar net aan de overkant van de provinciegrens in Quebec was er geen enkel probleem. Deze provincie had namelijk al jaren geleden besloten zijn stroomverzorging met overcapaciteit zeker te stellen. Zij hoopten daarbij – tevergeefs – dat zij een deel van de opgewekte stroom aan de Engelstalige buren konden verkopen. Hydro-Québec kon dan ook de bevolking beloven dat er geen problemen zouden zijn, maar verklaarde ook dat de zustermaatschappij HydroOntario niet om hulp gevraagd had.

### India
Eind juli 2012 raakten in India drie grote elektriciteitsnetwerken overbelast, waardoor circa 600 miljoen inwoners zonder stroom kwamen. Het noordelijke netwerk bezweek door de hoge vraag naar elektriciteit. Op maandag 30 juli hadden al 300 miljoen mensen in negen staten last van de stroomstoring. Die werd 's avonds verholpen, maar in de nacht van maandag op dinsdag raakte het elektriciteitsnetwerk opnieuw overbelast. Hoewel slechts 60% van de bevolking elektriciteit aan huis heeft, kan het netwerk de hoge vraag tijdens de piekuren niet aan. Dit is een combinatie van te weinig elektriciteitscentrales en een te grote vraag naar stroom door de afnemers. Bovendien wordt er veel stroom illegaal afgetapt. Dit is waarschijnlijk de grootste stroomuitval ter wereld gemeten naar aantal getroffen mensen.

### Venezuela
In 2019 kwam het meermaals tot grote en soms dagenlange, algemene stroomstoringen in het land, met grote chaos en dodelijke slachtoffers als gevolg. Toch wisten de Venezolanen zich bij elke volgende stroomstoring beter voor te bereiden, zodat de gevolgen minder ernstig werden.

## Afschakelplan
In 2018 werd in België een afschakelplan opgesteld omdat volgens het Federaal Planbureau de kans bestond dat in de winter 2018-2019 een ernstig stroomtekort kon optreden. Om een algemene stroomuitval te vermijden, worden dan delen van het land tijdelijk zonder stroom gezet.
Soms wordt besloten tot een preventieve afsluiting van het elektriciteitsnetwerk. Dat gebeurde in 2019 in Californië, omdat gevreesd wordt dat bij storm beschadigde leidingen natuurbranden zouden veroorzaken.

## Regelgeving DTe
In Nederland heeft de DTe op het gebied van storingen het een en ander wettelijk geregeld inzake compensatie aan particulieren en zakelijke klanten.

## Internationaal
Wereldwijd heeft de Electric Infrastructure Security Council de belangrijkste oorzaken voor massale stroomstoringen (de zogenoemde “Black Sky Event”) opgelijst. EIS publiceert rapporten, en stimuleert internationale samenwerking om het stroomnet te vrijwaren. Als oorzaken voor massale stroomuitval ziet EIS:
- menselijke factoren
  - elektromagnetische puls op grote hoogte
  - bewuste elektromagnetische interferentie
  - cyberoorlog of -terrorisme
  - militaire aanval
- natuurlijke oorzaken
  - zware aardbeving
  - ernstige magnetische stormen
  - orkanen of ander extreem weer.